# NGC 2587
NGC 2587 (другие обозначения — OCL 706, ESO 431-SC7) — рассеянное скопление в созвездии Корма.
Этот объект входит в число перечисленных в оригинальной редакции «Нового общего каталога».
NGC 2587 немного моложе Гиад и, вероятно, имеет металличность, равную солнечной. У 18 возможных членов скопления были измерены собственные движения.